# Федосеевская (Архангельская область)
Федосеевская — деревня в Няндомском районе Архангельской области.

## География
Находится в юго-западной части Архангельской области на расстоянии приблизительно 54 км на север-северо-восток по прямой от административного центра района города Няндома на левом берегу реки Лепша.

## История
В 1873 году здесь было учтено 32 двора, в 1905—102. Тогда село Федосиевское входило в Каргопольский уезд Олонецкой губернии. До 2022 года входила в Шалакушское сельское поселение до его упразднения.

## Население
Численность населения: 189 человек (1873 год), 401 (1905), 80 (русские 100 %) в 2002 году, 40 в 2010.